# Zathura: Vesmírné dobrodružství
Zathura: Vesmírné dobrodružství (v anglickém originále Zathura: A Space Adventure) je americký akční dobrodružný sci-fi film z roku 2005 režiséra Jona Favreau. Jedná se o adaptaci dětské knihy Zathura z roku 2002 od Chrise Van Allsburga, který předtím v roce 1981 napsal knihu Jumanji. Jedná se o samostatný spin-off filmu Jumanji z roku 1995 a druhý díl série Jumanji. Ve filmu hrají Josh Hutcherson, Jonah Bobo, Dax Shepard, Kristen Stewart, Frank Oz a Tim Robbins.
Snímek se natáčel v Los Angeles a Culver City v Kalifornii. Do amerických kin byl uveden 11. listopadu 2005. Kritiky byl hodnocen kladně, ale v kinech se mu nedařilo. Celosvětově utržil 65,1 milionu dolarů.

## Děj
Příběh vypráví o dvou rozhádaných bratrech Dannym a Walteru Budwingových, kteří ve sklepě najdou záhadnou deskovou hru. Rozhodnou se si ji zahrát. Hra je ale magická, a proto přenese jejich dům do vesmíru. Se svoji starší sestrou Lisou a vesmírným astronautem se snaží hru přežít, aby se mohli vrátit domů.

## Obsazení
- Josh Hutcherson jako Walter
- Jonah Bobo jako Danny
- Dax Shepard jako astronaut
- Kristen Stewart jako Lisa
- Tim Robbins jako otec
- Frank Oz jako hlas robota

Dále hráli John Alexander jako hraná podoba robota, Derek Mears jako hlavní Zorgon a Douglas Tait, Joe Bucaro a Jeff Wolfe.

## Videohra
Dne 3. listopadu 2005 byla vydána videoherní verze, kterou vyvinula společnost High Voltage Software a vydala společnost 2K Games pro PlayStation 2 a Xbox.